# Parafia Nawiedzenia Najświętszej Maryi Panny w Krakowie (Bieżanów-Prokocim)
Parafia Nawiedzenia Najświętszej Maryi Panny w Krakowie – parafia rzymskokatolicka należąca do dekanatu Kraków-Prokocim archidiecezji krakowskiej na Rżące przy ulicy Księdza Prymasa Wyszyńskiego.

## Historia parafii
18 grudnia 1988 r. nastąpiło poświęcenie wielkiego krzyża na terenie placu pod budowę nowej kaplicy.
Dekretem z dnia 20 października 1992 kard. Franciszek Macharski erygował nową parafię Nawiedzenia Najświętszej Maryi Panny Kraków Rżąka. Jednocześnie pierwszym proboszczem mianował ks. mgr Andrzeja Pieroga.
31 maja 2002 r. kard. Macharski odprawił uroczystą mszę św. i dokonał wmurowania kamienia węgielnego w ścianę kościoła.
31 maja 2010 r. kard. Stanisław Dziwisz konsekrował kościół parafialny.

## Wspólnoty parafialne
- Duszpasterska Rada parafialna
- Liturgiczna Służba Ołtarza
- Ruch Światło-Życie „Oaza”
- Oaza Dzieci Bożych
- Scholka
- Grupa modlitewna Jana Pawła II
- Domowy Kościół – Oaza Rodzin
- Zespół charytatywny
- Róże Kobiet Żywego Różańca

## Zakony usługujące w parafii
- Siostry michalitki

## Zasięg parafii
Ulice: Czerwiakowskiego, Jakubowskiego, Jana XXIII, Kosocicka nry parzyste 2–90 i nieparzyste 1–73, Obronna 5 i 7, Rydygiera, Schweitzera, Wielicka 267, 271, 281, 287, 289, kard. Wyszyńskiego